# 墨氏圆尾鹱
墨氏圆尾鹱（學名：Pterodroma ultima）是鹱科中的小型鹱类物種，与海燕相似而体型较大，一般体长50厘米，翼较长。鼻孔背位，左右分离。常于大海低空逐浪飞行。以小鱼、乌贼和甲壳动物等无脊椎动物为食，有些种常跟随船只捕食死鱼和人抛弃的食物残渣。

## 分布范围
分布于太平洋诸岛屿（包括中国的东沙群岛、西沙群岛、中沙群岛、南沙群岛以及菲律宾、文莱、马来西亚、新加坡、印度尼西亚的苏门答腊、爪哇岛以及巴布亚新几内亚。）